# Saadet Sönmez
Saadet Sönmez (* 10. Juni 1972 in Üsküdar) ist eine türkisch-deutsche Sozialpädagogin, Politikerin (parteilos, bis 2024 Die Linke). Von 2019 bis 2024 war sie Mitglied im hessischen Landtag für die Linke.

## Leben
Sönmez ist Diplom-Sozialpädagogin und war in der Psychosozialberatung einer Klinik in Frankfurt am Main tätig. Sie ist Mitglied der Vereinten Dienstleistungsgewerkschaft (ver.di) und gehörte von 2008 bis 2024 der hessischen Linkspartei an. Bei der Landtagswahl in Hessen 2018 kandidierte sie auf Listenplatz 7 der Linkspartei. Ihr gelang der Einzug als Abgeordnete in den hessischen Landtag. Sie war migrations- und integrationspolitische Sprecherin ihrer Fraktion und gehört dem Unterausschuss für Heimatvertriebene, Aussiedler, Flüchtlinge und Wiedergutmachung an. Ab dem 14. Juli 2021 war sie Mitglied des Untersuchungsausschusses UNA 20/2, der sich mit den Vorgängen nach dem rechtsextremistischen Anschlag in Hanau beschäftigte. Bei der Landtagswahl 2023 erhielt sie kein Mandat mehr und schied somit im Januar 2024 aus dem Landtag aus.
Zudem ist Sönmez Mitglied der Föderation Demokratischer Arbeitervereine. 

## Ansichten
Nach Meinung von Sönmez sei die Linke in Deutschland „die einzige Partei, die sich für soziale Gerechtigkeit einsetzt und sich gegen Rassismus stellt.“ Sönmez setzt sich für „Feminismus und Klassenkampf in einer Hand“ ein.